# 돌아와 나쁜 너
《돌아와 나쁜 너》는 대한민국의 댄스 팝 가수 가희의 첫 솔로 앨범이자 EP 음반이다. 2011년 2월 14일 로엔 엔터테인먼트를 통해 발매되었다.

## 배경
가희의 솔로 활동은 2010년 6월 애프터스쿨의 브런치 에세이집 Play Girlz! 출간 기념 파티에서부터 얘기가 나왔다. 당시 가희는 "솔로 활동을 준비중이다. 그룹 활동을 준비할 때와 많이 다를 것 같다. 완벽한 모습을 보여드리기 위해 철저히 준비하고 있다"라고 말했었다.

## 공연 활동
가희는 2011년 2월 18일 KBS 《뮤직뱅크》에서 은빛 미니점프수트를 입고 첫 솔로 무대를 펼쳐 좋은 반응을 얻어냈다. 그 뒤, 19일 《음악중심》에서 "One Love"와 〈돌아와 나쁜 너〉 두 곡을 선보였다.

## 수록곡
| #             | 제목               | 작사          | 재생 시간 |
| ------------- | ------------------ | ------------- | --------- |
| 1.            | 〈돌아와 나쁜 너〉 | 가희          | 3:05      |
| 2.            | 〈One Love〉       |               | 3:41      |
| 3.            | 〈선물〉           |               | 4:18      |
| 4.            | 〈롤러코스터〉     | 가희          | 3:48      |
| 총 재생 시간: | 총 재생 시간:      | 총 재생 시간: | 14:52     |